# Schneider Electric

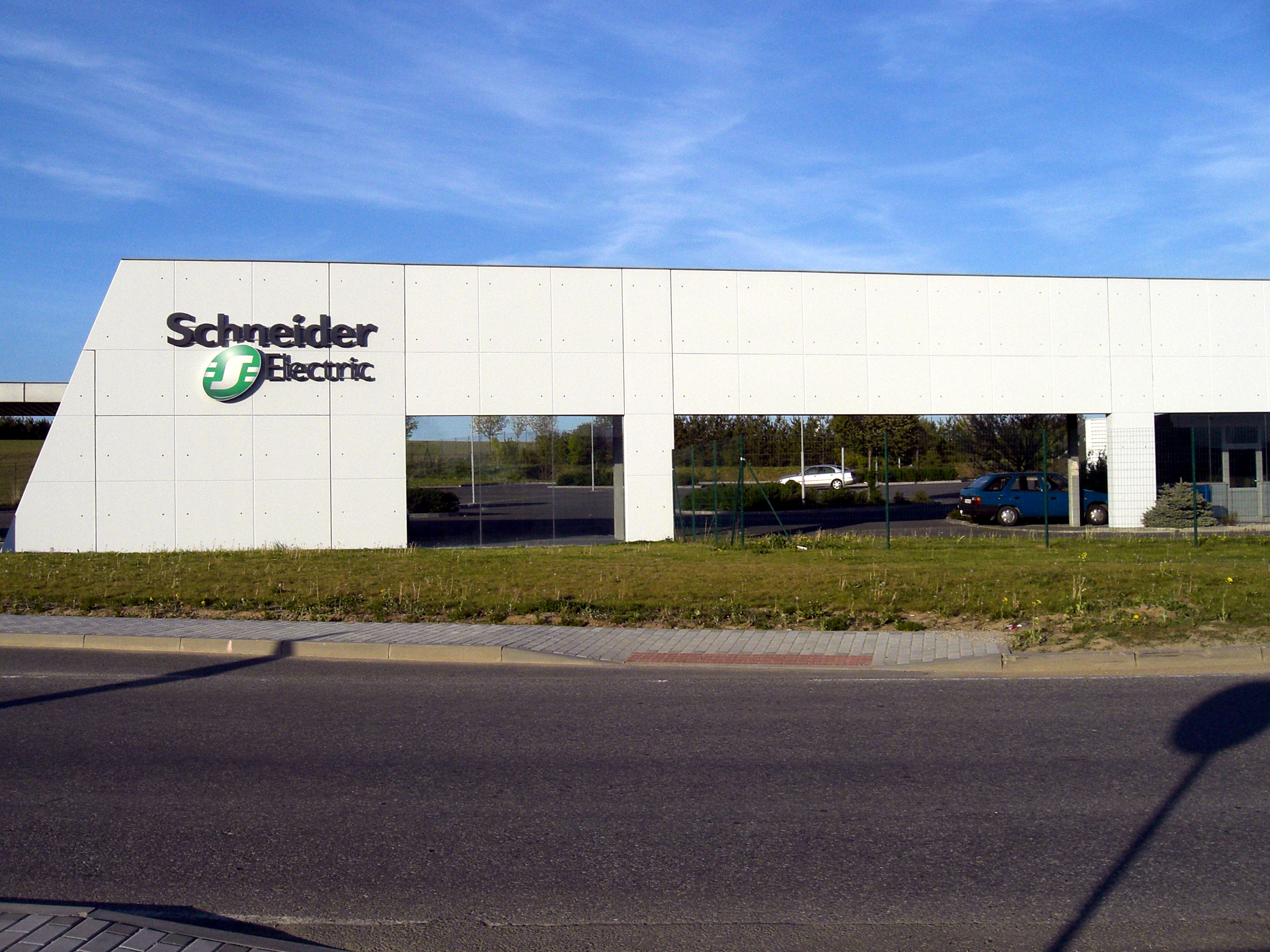
Toegangspoort van een Schneider Electric fabriek in Písek, Tsjechië.

Schneider Electric is een Franse multinational. De groep is uitgegroeid tot de wereldleider van energiebeheerssystemen. Het hoofdkantoor bevindt zich in de Parijse voorstad Rueil-Malmaison.

## Activiteiten
Het bedrijf is wereldwijd actief op het gebied van energiebeheerssystemen en automatisering. De automatiseringsactiviteiten dragen ongeveer voor een kwart aan de totale omzet bij. Bij het bedrijf werkten in 2019 ruim 135.000 mensen. De omzet van de activiteiten zijn redelijk gelijk verdeeld over de vier regio's, Noord-Amerika, West-Europa, Azië en de rest van de wereld.
De aandelen van de groep staan genoteerd op Euronext in Parijs en maken deel uit van de CAC 40, Dow Jones Euro Stoxx 50 en Euronext 100 aandelenindices.

## Geschiedenis
Het bedrijf werd opgericht in 1836 als Schneider et Cie door de broers Eugène en Adolphe Schneider. Ze namen de aandelen van ijzerbedrijven over in Le Creusot, destijds een belangrijk centrum voor de metaalindustrie in Frankrijk. De familie kreeg hiermee een belangrijke positie in deze plaats die ze zo'n 100 jaar vasthield. Het bedrijf was actief op het gebied van de productie van ijzer, staal, spoorwegmaterieel als rails en stoomlocomotieven, scheepsbouw en wapens als kanonnen en bepantsering.
Tegen het einde van de Eerste Wereldoorlog werd de focus verlegd naar industriële elektrische apparatuur. In 1929 volgde een nauwe samenwerking met het Amerikaanse Westinghouse Electric Company. Schneider ontwikkelde elektrische motoren en locomotieven. De spoorwegactiviteiten werden in 1987 verkocht aan Alsthom. In de jaren tachtig volgden strategische overnames van Telemecanique, Square D en Merlin Gerin. In 1996 werd het bouwbedrijf Spie Batignolles verkocht en daarmee waren alle activiteiten die buiten de focus vielen afgestoten.
In 1999 werd Groupe Schneider hernoemd naar Schneider Electric. Er volgden overnames van The Lexel Group (Stago, Wibe, Lexcom, Thorsman), Veris Industries, Power Measurement, ELAU, MGE UPS Systems, Clipsal, TAC, Nulec, Citect, American Power Conversion Corporation (APC) en Pelco (Pelco werd in 2020 afgestoten). In 2013 werd de Britse IT-leverancier Invensys overgenomen voor 3,9 miljard euro. Invensys houdt zich bezig met industriële automatisering bij transportsystemen. Invensys had op het moment van de overname 27.000 mensen in dienst en behaalde in 2013 een omzet van £1,8 miljard.